# Juan Esnard Heydrich
Juan Esnard Heydrich (Matanzas 1917 - 1998) fue un escultor cubano. Sus primeros trabajos eran retratos y escultura primitiva. Su trayectoria despegó en los años 70 con el nuevo régimen de Fidel Castro, que le encargó varios monumentos sobre la revolución y personalidades de la historia de Cuba como la, (José Martí).
Fue alumno de la Academia privada que fundó Alberto Tarascó Martínez en 1915 . Cuando en los años 30 renace el interés por una escuela para la enseñanza de las Artes Plásticas en Matanzas, Dr. Américo Alvarado Sicilia plantea la idea de ampliar la academia a Tarascó, este acepta la propuesta en 1938, y elige como profesores a artistas como, Manuel Rodulfo Tardo, José Núñez Booth, Ismael González, o la entonces única mujer artista, Hilda Aguiar. También contó con Juan Esnard Heydrich. De hecho, fue por la iniciativa de Juan Esnard que el gobernador provincial de Matanzas, Dr. Santiago Álvarez Rodríguez apoyó la institución, finalmente inaugurado el 3 de abril de 1941 con el nombre de Escuela de Artes Plásticas Tarasco de Matanzas. De 1935 - 1940, hizo sus estudios en la Academia Nacional de Bellas Artes San Alejandro , junto a Manuel Rodulfo Tardo y Roberto Diago y en la Escuela Provincial de Artes Plásticas de Matanzas. Fundó con Rafael Soriano y José Felipe Nuñez, la Escuela Provincial de Bellas Artes. Tenía antecedentes artísticos en su familia, como su primo segundo, el pintor suizo-cubano Daniel Garbade o el bisabuelo de ambos Fernando Heydrich Klein, escultor cubano e ingeniero del Acueducto de Matanzas
Desde joven fue un escultor demandado, y su participación en las juventudes socialistas hizo que le encargaron el busto del Lugarteniente General del Ejército Libertador Antonio Maceo y Grajalesfi a finales de 1950. Surgían múltiples problemas técnicas, por lo que Esnard aprovechó su viaje a Berlín (en la parte de la entonces RDA), donde participa como representante de Cuba en el Tercer Congreso Mundial de la Juventud y Estudiantes,1951, para fundir la escultura en acero inoxidable.
Esnard hizo patente su gusto por la denuncia política con dramatismo en la escultura de Nuestros muertos alcanzando los brazos. Expuesto en el Museo-Memorial de las Tunas es un ejemplo de un Monumento a la patria. Se ve un cuerpo humano alzando su puño cerrado en un gesto de dolor y fuerza. Fue un homenaje por el 31 Aniversario del crimen de Barbados.  En su línea de esculpir monumentos conmemorativos, hizo el conjunto escultórico en el Jardín de la Escuela Vocacional de Ciencias Exacta Carlos Marx . Matanzas . Como defensor del nuevo régimen expuso con Yovani Bauta García y Enrique Pérez Triana en: Artistas plásticos manceros homenajean al poder popular, 1975 ,en la UNEAC. Su obra forma parte de la colección del Museo de Arte de Matanzas.

## Exposiciones
- Galería de Matanzas,Cuba,1951
- Museo Nacional de Cuba, Havanna, 1970
- UNEAC, Havanna,  1975[11]
- Museo Nacional de Cuba, Havanna , 1976
- Museo La Tetulia, Cali, Colombia, 1976
- Salón Nacional de Artes Plásticas, Havanna, 1979[12]
- Museo Nacional, La Escultura en la Revolución,Havanna, 1983

## Premios
- Premio Nacional de Escultura, UNEAC 78
- Secundo premio de Escultura, Salón de Arte, Havanna
- Distinción de la Cultura Cubana
- Distinción Raúl Gómez García.

## Monumentos
- Monumento a José Martí, Auras, 1942
- Monumento a las madres, 1954
- Monumento a José Martí, Matanzas
- Monumento en el Jardín de la IPVCE Carlos Marx, Matanzas[13]
- Monumento Nuestros muertos alzando los brazos[14]